# ジョン・ズーリエ
ジョン・ズーリエ（英語：John Zurier、1956年- ）は、アメリカ合衆国の画家。
カリフォルニア州サンタモニカに誕生し、同州バークレーを拠点に活動している。
カリフォルニア大学バークレー校にて、ランドスケープ学の学士号とペインティングの美術学修士号を取得。2014年にバークレー美術館にて個展を開催。
ズーリエの作品は、サンフランシスコ近代美術館、ワシントン州にあるマイクロソフト社のアートコレクション、およびストックホルム近代美術館の常設コレクションとして所蔵されている。2010年にジョン・サイモン・グッゲンハイム奨学金に選出され、2002年ホイットニー・ビエンナーレ、2008年光州ビエンナーレ、2010年カリフォルニア・ビエンナーレ（オレンジ・ミュージアム・オブ・アートにて開催）、2012年サンパウロ・ビエンナーレに参加した。
2017年、東京のギャラリーTHE CLUB（銀座 蔦屋書店内）にてアジア初となる個展を開催。

## 作品所蔵美術館
- Berkeley Art Museum（カリフォルニア大学バークレー校）
- Colby College Museum of Art（メーン州ウォータービル）
- Farnsworth Museum（メーン州ロックランド）
- Fine Arts Museums of San Francisco（カリフォルニア州サンフランシスコ）
- Microsoft Corporation Art Collection（ワシントン州レドモンド）
- Oakland Museum of California（カリフォルニア州オークランド）
- San Francisco Museum of Modern Art（カリフォルニア州サンフランシスコ）
- University of California, San Francisco at Mission Bay（カリフォルニア州サンフランシスコ）
- Principia College（イリノイ州エルサ）